# 육체와 영혼 (1947년 영화)
《육체와 영혼》(Body And Soul)은 미국에서 제작된 로버트 로즌 감독의 1947년 영화이다. 존 가필드 등이 주연으로 출연하였다.

## 출연

### 주연
- 존 가필드
- 릴리 팔머

### 조연
- 제임스 버크
- 휘튼 챔버스
- 윌리엄 콘래드
- 조 드블린
- 존 인드리사노
- 밀턴 키비
- 캐나다 리
- 조셉 페브니
- 시릴 링
- 팀 라이언
- 아트 스미스
- 댄 토비
- 피터 버고
- 하젤 브룩스
- 메리 커리어
- 버지니아 그렉
- 앤 리비어

## 기타
- 미술: 나단 주런